# NHK大河ドラマ主題曲集
『NHK大河ドラマ主題曲集』は、1996年4月1日に発売されたコンピレーション・アルバム。ポリドールより発売された。

## 概要
1963年から1996年までに放送された、歴代大河ドラマの主題曲を収録した。また、発売年放送の『秀吉』については、テーマ曲のみならず劇中曲も収録されている。

## 収録曲

### Disc 1
1. 花の生涯
作曲:冨田勲
2. 赤穂浪士
作曲:芥川也寸志
3. 太閤記
作曲:入野義朗
4. 源義経
作曲:武満徹
5. 三姉妹
作曲:佐藤勝
6. 竜馬がゆく
作曲:間宮芳生
7. 天と地と
作曲:冨田勲
8. 樅ノ木は残った
作曲:依田光正
9. 春の坂道
作曲:三善晃
10. 新・平家物語
作曲:冨田勲
11. 国盗り物語
作曲:林光
12. 勝海舟
作曲:冨田勲
13. 元禄太平記
作曲:湯浅譲二
14. 風と雲と虹と
作曲:山本直純
15. 花神
作曲:林光
16. 黄金の日日
作曲:池辺晋一郎
17. 草燃える
作曲:湯浅譲二
18. 獅子の時代
作曲:宇崎竜童
19. おんな太閤記
作曲:坂田晃一
20. 峠の群像
作曲:池辺晋一郎
21. 徳川家康
作曲:冨田勲
22. 山河燃ゆ
作曲:林光
23. 春の波涛
作曲:佐藤勝
24. いのち
作曲:坂田晃一
25. 独眼竜政宗
作曲:池辺晋一郎
26. 武田信玄
作曲:山本直純

### Disc 2
1. 春日局
作曲:坂田晃一
2. 翔ぶが如く
作曲:一柳慧
3. 太平記
作曲:三枝成彰
4. 信長
作曲:毛利蔵人
5. 琉球の風
作詞・作曲・歌：谷村新司、編曲：星勝
6. 炎立つ
作曲:菅野由弘
7. 花の乱
作曲:三枝成彰
8. 八代将軍吉宗
作曲:池辺晋一郎
9. 秀吉
作曲:小六禮次郎
10. 秀吉:破天荒
11. 秀吉:夢路
12. 秀吉:恋慕
13. 秀吉:運命
14. 秀吉:放浪
15. 秀吉:幻